# Платаново (Ленинградская область)
Платаново — деревня в Лидском сельском поселении Бокситогорского района Ленинградской области.

## История
Согласно X-ой ревизии 1857 года:

ПЛАТАНОВО — деревня, принадлежит Крузе (Ханыкову): хозяйств — 5, жителей: 5 м. п., 11 ж. п., всего 16 чел.; принадлежит Барч (Е. Н. Ушаковой): хозяйств — 2, жителей: 5 м. п., 3 ж. п., всего 8 чел.

По земской переписи 1895 года:

  
ПЛАТАНОВО — деревня, крестьяне бывшие Крузе (Ханыкова): хозяйств  — 2, жителей: 7 м. п., 4 ж. п., всего 11 чел.; бывшие Барч (Е. Н. Ушаковой): хозяйств  — 2, жителей: 5 м. п., 5 ж. п., всего 10 чел.

В конце XIX — начале XX века деревня административно относилась к Верховско-Вольской волости 1-го земского участка 3-го стана Устюженского уезда Новгородской губернии.

ПЛАТАНОВО — деревня Марьинского сельского общества, число дворов — 5, число домов — 9, число жителей: 17 м. п., 19 ж. п.; Занятие жителей: земледелие, лесные заработки. Река Обломна. (1910 год)

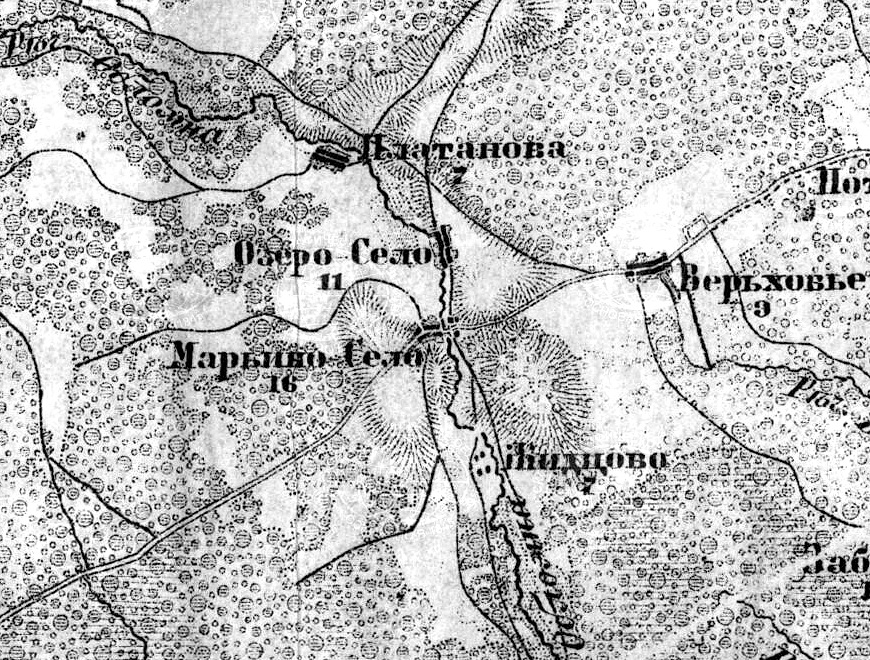
Деревня Платаново на карте 1917 года

Согласно карте Новгородской губернии 1917 года, деревня называлась Платанова и насчитывала 7 крестьянских дворов.
По данным 1933 года деревня называлась Платоново и входила в состав Потокского сельсовета Ефимовского района.
По данным 1966 и 1973 годов деревня Платаново входила в состав Потокского сельсовета Бокситогорского района.
По данным 1990 года деревня Платаново входила в состав Подборовского сельсовета.
В 1997 году в деревне Платаново Подборовской волости проживали 4 человека, в 2002 году — 3 человека (все русские).
В 2007 году в деревне Платаново Подборовского сельского поселения постоянного населения не было, в 2010 году — проживали 4 человека.
Со 2 июня 2014 года — в составе вновь созданного Лидского сельского поселения Бокситогорского района.
В 2015 году в деревне Платаново Лидского СП проживали 3 человека.

## География
Деревня расположена в восточной части района на автодороге 41К-190 (подъезд к дер. Подборовье).
Расстояние до посёлка Подборовье — 4 км.
Расстояние до ближайшей железнодорожной станции Подборовье — 6 км. Ближайший остановочный пункт — платформа 7 км.
Деревня находится на правом берегу реки Обломна.

## Демография
| 1997 | 2002 | 2007 | 2010 | 2017 |
| ---- | ---- | ---- | ---- | ---- |
| 4    | ↘3   | ↘0   | ↗4   | ↘2   |

## Инфраструктура
На 1 января 2016 года в деревне было зарегистрировано 1 домохозяйство.